# Муратово (Ленинградская область)
Мура́тово (фин. Muratta) — деревня в Клопицком сельском поселении Волосовского района Ленинградской области.

## История
Известна с начала XVII века как деревня Неверовицы, принадлежащая Мурату Алексеевичу Пересветову, русскому боярину, перешедшему на службу к шведскому королю. Позднее принадлежала его потомкам — Пересветовым-Муратам.
Упоминается на карте Ингерманландии А. И. Бергенгейма, составленной по материалам 1676 года, как мыза Neverowitz Hoff.
На шведской «Генеральной карте провинции Ингерманландии» 1704 года — как мыза Nevero hoff при деревне Nerovits.
На карте Санкт-Петербургской губернии Я. Ф. Шмидта 1770 года упоминается как мыза Муратова.
Согласно 8-й ревизии 1833 года мыза Муратово с деревнями принадлежала жене тайного советника Е. Я. Икскуль.
Деревня Муратова, состоящая из 22 крестьянских дворов и смежная с ней мыза Муратова Барона Икскуля, упоминаются на карте Санкт-Петербургской губернии Ф. Ф. Шуберта 1834 года.

МУРАТОВА — деревня принадлежит жене генерала от инфантерии Довре, число жителей по ревизии: 67 м. п., 68 ж. п. (1838 год)

Согласно карте Ф. Ф. Шуберта 1844 года деревня называлась Муратова и также насчитывала 22 двора, южнее её располагалась мыза Муратова.
На этнографической карте Санкт-Петербургской губернии П. И. Кёппена 1849 года она обозначена как деревня «Murata», расположенная в ареале расселения савакотов. В пояснительном тексте к этнографической карте она записана как деревня Muratta (Муратова) и указано количество её жителей на 1848 год: 52 м. п., 59 ж. п., всего 111 человек, а также в примечаниях отмечено, что в деревне есть ещё и русское население.

МУРАТОВА — деревня барона Корфа, по просёлочной дороге, число дворов — 23, число душ — 48 м. п. (1856 год)

Согласно «Топографической карте частей Санкт-Петербургской и Выборгской губерний» 1860 года деревня называлась Муратова и состояла из 22 крестьянских дворов, на южной окраине деревни находилась мыза Муратова, а за ней рига.

МУРАТОВО — полумызок владельческий при колодцах и пруде, по правую сторону Самрянской дороги в 46 верстах от Петергофа, число дворов — 25, число жителей: 48 м. п., 60 ж. п. (1862 год)

В 1869 году временнообязанные крестьяне деревни выкупили свои земельные наделы у Н. И. Корфа и стали собственниками земли.
- План деревни Муратово. 1885 год

Согласно «Карте окрестностей Санкт-Петербурга» в 1885 году деревня Муратово состояла из 24 крестьянских дворов, на её южной окраине находились мыза и гумно.
Согласно материалам по статистике народного хозяйства Петергофского уезда 1887 года мызы Муратово и Сельцо общей площадью 2929 десятин принадлежали барону М. Н. Корфу, они были приобретены до 1868 года.
В конце XIX века деревня административно относилась к Витинской волости 1-го стана Петергофского уезда Санкт-Петербургской губернии, в начале XX века — 2-го стана. Население деревни было исключительно финским.
По данным «Памятной книжки Санкт-Петербургской губернии» за 1905 год мызы Сельцо и Муратово, а также лесная дача Лубинская общей площадью 4856 десятин, принадлежали барону шталмейстеру Михаилу Николаевичу Корфу.
В 1913 году деревня также состояла из 24 дворов, на её южной окраине располагался «господский двор».
С 1917 по 1922 год деревня Муратово входила в состав Муратовского сельсовета Витинской волости Петергофского уезда.
С 1922 года в составе Волговского сельсовета Губаницкой волости.
С 1923 года в составе Троцкого уезда.
Согласно данным переписи населения СССР 1926 года в деревне Муратово Горского сельсовета Губаницкой волости проживали 152 человека — большинство финны, а также русские и эстонцы.
С февраля 1927 года в составе Венгиссаровской волости. С августа 1927 года в составе Волосовского района.
- План деревни Муратово. 1931 год

Согласно топографической карте 1931 года деревня насчитывала 44 двора.
По данным 1933 года деревня Муратово входила в состав Горского сельсовета Волосовского района.
Деревня была освобождена от немецко-фашистских оккупантов 26 января 1944 года.
С 1963 года в составе Кингисеппского района.
С 1965 года вновь в составе Волосовского района. В 1965 году население деревни Муратово составляло 199 человек.
По административным данным 1966, 1973 и 1990 годов деревня Муратово также входила в состав Губаницкого сельсовета.
В 1997 году в деревне Муратово проживали 44 человека, деревня относилась к Губаницкой волости, в 2002 году — 54 человека (русские — 72 %), в 2007 году — 35 человек.
В мае 2019 года Губаницкое и Сельцовское сельские поселения вошли в состав Клопицкого сельского поселения.

## География
Деревня расположена в северо-восточной части района на автодороге 41К-363 (Волгово — Муратово).
Расстояние до административного центра поселения — 10 км.
Расстояние до ближайшей железнодорожной станции Волосово — 17 км.

## Демография
| 1862 | 2002 | 2007 | 2010 | 2017 |
| ---- | ---- | ---- | ---- | ---- |
| 108  | ↘54  | ↘35  | ↘33  | ↗34  |

### Национальный состав
Согласно данным Всероссийской переписи населения 2021 года в деревне проживали 36 человек, из них:
 русские — 27, таджики — 4, азербайджанцы — 2, финны — 1 человек, остальные национальность не указали.

## Улицы
Курганная.